# Rivière Pelletier (lac Beauchastel)
Pour les articles homonymes, voir Pelletier (homonymie).
La rivière Pelletier est un affluent du lac Beauchastel, coulant dans la ville de Rouyn-Noranda, dans la région administrative de l’Abitibi-Témiscamingue, au Québec, au Canada.
La foresterie et l’agriculture s’avèrent les principales activités économiques du secteur ; les activités récréotouristiques arrivent en troisième.
Annuellement, la surface de la rivière est généralement gelée de la mi-novembre à la fin avril, néanmoins, la période de circulation sécuritaire sur la glace est habituellement de la mi-décembre à la mi-avril.

## Géographie
Les bassins versants voisins de la rivière Pelletier sont :
- côté nord : rivière Duprat, lac Dufault, rivière Kinojévis, rivière Dufault ;
- côté est : rivière La Bruère, rivière Kinojévis, lac Pelletier, rivière Beauchastel ;
- côté sud : rivière Beauchastel, lac Beauchastel, lac Montbeillard ;
- côté ouest : lac Opasatica, rivière Arnoux, lac Arnoux, rivière Mouilleuse.

La rivière Pelletier prend sa source d’un ruisseau forestier à une altitude de 333 m. Cette source est située à :
- 10,8 km au nord-ouest de l’embouchure du lac Pelletier ;
- 10,9 km au nord-ouest de la confluence de la rivière Pelletier avec le lac Beauchastel ;
- 13,4 km à l'ouest du centre-ville de Rouyn-Noranda ;
- 7,8 km au nord-est du lac Arnoux ;
- 25,2 km au nord-ouest de la confluence de la rivière Beauchastel et de la rivière Kinojévis[2].

À partir de l’embouchure du petit lac de tête, la rivière Pelletier coule sur 24,0 km selon les segments suivants :
- 1,4 km vers le sud-est en longeant le chemin du rang du Lac-Flarian, en formant d’abord une courbe vers le sud et en recueillant les eaux de la Branche Filion (venant du sud-ouest), jusqu’à couper le chemin du rang du Lac-Flarian ;
- 4,6 km vers le nord-est, en formant un arc de cercle orienté vers le nord, pour revenir couper le chemin du rang du Lac-Flavrian ;
- 1,9 km vers le sud, jusqu’au chemin du rang Audet ;
- 3,1 km vers le sud, en coupant la route 101 (boulevard Rideau) en fin de segment, soit à 0,9 km au sud-est du village d’Évain, jusqu’au cours d’eau Milot (venant du sud-ouest) ;
- 3,1 km vers le sud-est en coupant l’avenue de l’église, jusqu’au cours d’eau Jutras (décharge du lac Hélène venant du sud-ouest) ;
- 4,1 km vers l'est plus ou moins en parallèle (du côté nord) du chemin du rang des Cavaliers, en recueillant le ruisseau Corona (venant du nord), en coupant l’avenue Lafontaine et en coupant la route 391 (boulevard Témiscamingue) en fin de segment, en serpentant jusqu’au ruisseau des Résidus (décharge du lac Pelletier, venant du nord-est) ;
- 5,8 km vers le sud-ouest en traversant des zones forestières, agricoles et minières, en recueillant la décharge (venant du sud-ouest) du lac Adéline, en coupant le chemin du rang Hull et en longeant le côté est la route 391 (boulevard Témiscamingue), en serpentant jusqu’à son embouchure[3].

L’embouchure de la rivière Pelletier se situe à :
- 16,1 km au nord-ouest de la confluence de la rivière Beauchastel et de la rivière Kinojévis ;
- 13,2 km au nord-est du lac Opasatica ;
- 10,4 km au sud-est du centre-ville de Rouyn-Noranda ;
- 44,9 km au nord-ouest de la confluence de la rivière Kinojévis et la rivière des Outaouais.

La rivière Pelletier se déverse sur la rive nord de la baie des Gardes-Feu, soit au nord-ouest du lac Beauchastel (altitude : 269 m) que le courant traverse sur 8,3 km, soit sur sa pleine longueur. Le courant de ce lac se déverse à son tour dans le lac Bruyère avant d’atteindre le lac Kinojévis lequel est traversé par la rivière Kinojévis, un affluent de la rive nord de la rivière des Outaouais.

## Toponymie
Le terme Pelletier constitue un patronyme de famille d’origine française.
Le toponyme rivière Pelletier a été officialisé le 5 décembre 1968 à la Commission de toponymie du Québec, soit lors de sa création.